# J. P. Morgan, Jr
Pour les articles homonymes, voir Morgan.
 (février 2017).
Si vous disposez d'ouvrages ou d'articles de référence ou si vous connaissez des sites web de qualité traitant du thème abordé ici, merci de compléter l'article en donnant les références utiles à sa vérifiabilité et en les liant à la section « Notes et références ».
Jack Pierpont Morgan, Jr., dit J. P. Morgan, Jr, (né le 7 septembre 1867 à New York et décédé le 13 mars 1943, à Boca Grande, en Floride), est un financier américain, fils de John Pierpont Morgan.

## Biographie
Diplômé d'Harvard en 1889, il hérite d'une grande partie de la fortune de son père à la mort de celui-ci, en 1913.  
Il prend une part importante dans le financement de la Première Guerre mondiale. Il accorde un prêt à la Russie de 12 millions de dollars et, en 1915, de 50 millions de dollars à la France. Toutes les munitions achetées par la Grande-Bretagne aux États-Unis l'ont été via une de ses sociétés. Il met également sur pied un groupement d'environ 2 200 banques qui accordent un prêt de 500 millions de dollars aux Alliés. Après la guerre, il se rend à plusieurs reprises en Europe pour se rendre compte des conditions financières locales. Pendant l'un de ces voyages, il est légèrement blessé par un coup de feu d'un pacifiste en juillet 1915. 
Il crée, en mémoire de son père, la Pierpont Morgan Library en 1924 comme institution publique. Belle da Costa Greene, bibliothécaire personnelle de son père, en devient la première directrice et mène à bien l'acquisition et l'extension de collections d'enluminures, de manuscrits d'incunables, d'anciennes Bibles et de nombreuses reliures.
Durement touché lors du krach de 1929, on estime qu'il perdit à cette occasion entre 20 et 60 millions de dollars.